# Bertha Kentská
Svatá Bertha, také Berta, Bercta či svatá Aldeberge (565? – 601? či po roce 601) byla královnou Kentu, jejíž vliv vedl ke christianizaci anglosaské Anglie. Římskokatolickou církví je uznávaná jako svatá, především za její roli v šíření křesťanství v anglosaské Anglii.

## Život
Bertha byla franská princezna, dcera Chariberta I. a jeho manželky Ingobergy, vnučka panujícího krále Chlothara I. a pravnučka krále Chlodvíka I. a Chrodechildy. Bertha byla vychována poblíž Tours. Její sňatek s kentským králem Æthelberhtem v roce 580 byl podmíněn tím, že jí bude umožněno i nadále praktikovat její náboženství. Do Anglie si sebou vzala svého kaplana Liudharda a byl pro ní obnovený bývalý kostel za městem Canterbury z doby římské nadvlády a zasvěcený sv. Martinovi z Tours. Zároveň to byla do příchodu mnicha Augustina její soukromá kaple. Současný kostel sv. Martina stojí na stejném místě a v kněžišti se nacházejí zbytky římského zdiva z původního kostela. UNESCO tuto stavbu uznalo nejstarším kostelem v anglicky mluvících zemích, v němž se nepřetržitě od roku 580 konají křesťanské bohoslužby. Kostel sv. Martina spolu s katedrálou v Canterbury a opatstvím sv. Augustina je součástí světového dědictví UNESCO.
V roce 596 vyslal do Anglie papež Řehoř Veliký misii vedenou Augustinem z Canterbury, aby v zemi obnovil křesťanství. Na jejím příznivém přijetí v roce 597 měla velkou zásluhu královna Bertha. Bez její podpory a Æthelberhtovy dobré vůle by klášterní osídlení a katedrála byla založena na jiném místě. V roce 601 adresoval papež Řehoř Veliký královně Berthě dopis, ve kterém ji chválil za její víru a vzdělanost.
Anglosaské záznamy zmiňují, že sv. Bertha měla dvě děti: syna Eadbalda a dceru Æthelburgu. Je uvedená v genealogiích různých středověkých opisů kentské královské legendy Vita Deo delectae virginis Mildrethae.
Přesné datum jejího úmrtí je sporné.

## Historický odkaz
Město Canterbury si připomíná královnu Berthu mnoha způsoby.
- Berthina stezka (Bertha trail), skládající se ze 14 bronzových plaket zasazených v chodnících, vede z Buttermarketu ke kostelu sv. Martina přes park Lady Wootton's Green.
- V roce 2006 byly instalovány bronzové sochy Berthy a krále Æthelberhta v parku Lady Wootton's Green jako součást projektu „Ethelbert and Bertha“ společnosti Canterbury Commemoration Society.[10]
- Uvnitř kostela sv. Martina je dřevěná Berthina socha.[8]